# Bo Outlaw
Charles Outlaw, detto Bo (San Antonio, 13 aprile 1971), è un ex cestista statunitense, professionista nella NBA.

## Statistiche

### College
| Anno      | Squadra         | PG | PT | MP   | TC%  | 3P% | TL%  | RP   | AP  | PRP | SP  | PP   |
| --------- | --------------- | -- | -- | ---- | ---- | --- | ---- | ---- | --- | --- | --- | ---- |
| 1991-1992 | Houston Cougars | 31 | 31 | 31,6 | 68,4 | -   | 44,2 | 8,2  | 2,6 | 1,7 | 3,1 | 11,9 |
| 1992-1993 | Houston Cougars | 30 | 30 | 35,2 | 65,8 | -   | 49,5 | 10,0 | 3,3 | 2,3 | 3,8 | 16,2 |
| Carriera  | Carriera        | 61 | 61 | 33,3 | 66,9 | -   | 47,4 | 9,1  | 3,0 | 2,0 | 3,5 | 14,0 |

### NBA

#### Regular Season
| Anno      | Squadra           | PG  | PT  | MP   | TC%  | 3P%  | TL%  | RP  | AP  | PRP | SP  | PP  |
| --------- | ----------------- | --- | --- | ---- | ---- | ---- | ---- | --- | --- | --- | --- | --- |
| 1993-1994 | L.A. Clippers     | 37  | 14  | 23,5 | 58,7 | 0,0  | 59,2 | 5,7 | 1,0 | 1,0 | 1,0 | 6,9 |
| 1994-1995 | L.A. Clippers     | 81  | 31  | 20,4 | 52,3 | 0,0  | 44,1 | 3,9 | 1,0 | 1,1 | 1,9 | 5,2 |
| 1995-1996 | L.A. Clippers     | 80  | 3   | 12,3 | 57,5 | 0,0  | 44,4 | 2,5 | 0,6 | 0,6 | 1,1 | 3,6 |
| 1996-1997 | L.A. Clippers     | 82  | 25  | 26,8 | 60,9 | 0,0  | 50,4 | 5,5 | 1,9 | 1,1 | 1,7 | 7,6 |
| 1997-1998 | Orlando Magic     | 82  | 76  | 36,0 | 55,4 | 25,0 | 57,5 | 7,8 | 2,6 | 1,3 | 2,2 | 9,5 |
| 1998-1999 | Orlando Magic     | 31  | 22  | 27,5 | 54,5 | 0,0  | 43,2 | 5,4 | 1,8 | 1,3 | 1,4 | 6,5 |
| 1999-2000 | Orlando Magic     | 82  | 55  | 28,4 | 60,2 | 0,0  | 50,6 | 6,4 | 3,0 | 1,4 | 1,8 | 6,0 |
| 2000-2001 | Orlando Magic     | 80  | 69  | 31,7 | 61,4 | 50,0 | 57,3 | 7,7 | 2,8 | 1,3 | 1,7 | 7,3 |
| 2001-2002 | Orlando Magic     | 10  | 0   | 16,0 | 61,9 | -    | 44,4 | 2,9 | 0,5 | 0,9 | 0,9 | 3,4 |
| 2001-2002 | Phoenix Suns      | 73  | 36  | 24,2 | 55,0 | 50,0 | 41,7 | 4,6 | 1,7 | 0,8 | 1,1 | 4,7 |
| 2002-2003 | Phoenix Suns      | 80  | 20  | 22,5 | 55,0 | 0,0  | 62,1 | 4,6 | 1,4 | 0,6 | 0,9 | 4,7 |
| 2003-2004 | Memphis Grizzlies | 82  | 1   | 19,6 | 51,0 | 0,0  | 52,6 | 4,2 | 1,1 | 0,9 | 0,9 | 4,6 |
| 2004-2005 | Phoenix Suns      | 39  | 0   | 5,5  | 35,3 | -    | 55,6 | 1,4 | 0,3 | 0,2 | 0,3 | 0,7 |
| 2005-2006 | Orlando Magic     | 32  | 0   | 11,1 | 60,3 | -    | 62,5 | 2,4 | 0,4 | 0,3 | 0,4 | 2,3 |
| 2006-2007 | Orlando Magic     | 41  | 0   | 11,2 | 66,7 | -    | 59,1 | 2,6 | 0,4 | 0,4 | 0,1 | 2,0 |
| 2007-2008 | Orlando Magic     | 2   | 0   | 3,5  | 66,7 | -    | -    | 0,0 | 0,0 | 0,0 | 0,0 | 2,0 |
| Carriera  | Carriera          | 914 | 352 | 22,7 | 56,7 | 7,9  | 52,1 | 4,9 | 1,6 | 0,9 | 1,3 | 5,4 |

#### Playoffs
| Anno     | Squadra           | PG | PT | MP   | TC%  | 3P% | TL%  | RP   | AP  | PRP | SP  | PP  |
| -------- | ----------------- | -- | -- | ---- | ---- | --- | ---- | ---- | --- | --- | --- | --- |
| 1997     | L.A. Clippers     | 3  | 0  | 22,0 | 54,5 | 0,0 | 30,0 | 4,7  | 1,3 | 0,3 | 0,7 | 5,0 |
| 1999     | Orlando Magic     | 4  | 0  | 20,8 | 60,0 | -   | 46,2 | 3,8  | 0,5 | 0,3 | 2,0 | 4,5 |
| 2001     | Orlando Magic     | 4  | 4  | 33,5 | 61,5 | -   | 18,2 | 10,5 | 2,3 | 1,3 | 1,5 | 8,5 |
| 2003     | Phoenix Suns      | 6  | 0  | 11,7 | 10,0 | -   | 50,0 | 2,2  | 0,8 | 0,2 | 0,2 | 0,7 |
| 2004     | Memphis Grizzlies | 4  | 0  | 15,3 | 0,0  | -   | 50,0 | 1,0  | 1,5 | 0,5 | 0,5 | 0,5 |
| 2005     | Phoenix Suns      | 1  | 0  | 2,0  | 0,0  | -   | -    | 0,0  | 1,0 | 1,0 | 0,0 | 0,0 |
| Carriera | Carriera          | 22 | 4  | 18,9 | 44,6 | 0,0 | 35,7 | 4,0  | 1,2 | 0,5 | 0,9 | 3,3 |

## Palmarès
- All-CBA Second Team (1994)
- CBA All-Defensive First Team (1994)
- CBA All-Rookie First Team (1994)
- Miglior stoppatore CBA (1994)
- Migliore nella percentuale di tiro CBA (1994)